# Kingston Asabir
Kingston Asabir – ghański piłkarz grający na pozycji pomocnika. W swojej karierze grał w reprezentacji Ghany.

## Kariera klubowa
W swojej karierze piłkarskiej Asabir grał w klubie Hearts of Oak.

## Kariera reprezentacyjna
W 1978 roku Asabir został powołany do kadry na Puchar Narodów Afryki 1980. Wystąpił w nim w jednym meczu grupowym, z Marokiem (0:1).